# Jeroným Pražský (kamaldul)
Jeroným Pražský, OSBCam. (rodným jménem Jan Silvánus Publikán, asi 1370 – 17. července 1440) byl český teolog, původně člen premonstrátského a později kamaldulského řádu, působící v Polsku, odpůrce husitství.

## Život
Narodil se v Praze kolem roku 1370 a byl pokřtěn jménem Jan. Studoval na pražské univerzitě a vstoupil do premonstrátského řádu, kde přijal řeholní jméno Jeroným. Později působil na polském královském dvoře a v letech 1411-1413 působil na Litvě. Následně odcestoval do Itálie, kde přestoupil do přísnějšího řádu kamaldulů (svébytná odnož benediktinského řádu). V kamaldulském řádu se mu dostalo vysokého postu major eremi, tedy nejvyššího představeného kamaldulského eremu (poustevny). Jakožto major eremi, měl na starosti chod všech eremů, spadajících pod kamaldulskou kongregaci. Na přelomu 20. a 30. let 15. století procestoval Svatou zemi a na Kypru disputoval s pravoslavnými teology. Po návratu se účastnil zasedání Basilejského koncilu. Zemřel v Benátkách v červenci roku 1440.

## Názory
Na zasedáních Basilejského koncilu patřil k zastáncům myšlenky konciliarismu, tedy svrchovanosti shromáždění koncilu i nad papežským úřadem. Neuznával myšlenky Jana Viklefa a Jana Husa, zároveň byl hrdý na to, že pochází z Čech a měl odpor k německému živlu. Husitské hnutí považoval za neštěstí pro český národ.

## Dílo
- Linea salutis eterne
- Quadragena salutis eterne
- Exemplar salutis eterne
- Tractatus contra quattuor errores Grecorum
- Tractatus contra quattuor articulos Bohemorum
- De vera et falsa penitencia
- Sermo de reformacione ecclesie
- Quoniam increate veritatis testimonis